# Tales Cotta
Tales Newton Gomes Alvarenga Soares (Manhuaçu, 16 de julho de  1993 — São Paulo, 27 de abril de 2019), também conhecido como Tales Cotta, foi um modelo brasileiro, que morreu em decorrência de um mal súbito durante um desfile na São Paulo Fashion Week.

## Biografia
Natural de Manhuaçu, Minas Gerais, Tales era graduado em educação física pela Universidade Federal do Espírito Santo e trabalhava como modelo desde os dezoito anos de idade, tendo participado da Casa de Criadores em 2018. Socialmente, era adepto ao veganismo e lutava por causas LGBT.

## Morte
Em 27 de abril de 2019, durante um desfile na São Paulo Fashion Week para a marca Också, Tales teve um mal súbito e caiu na passarela. Especulou-se, de início, que a queda fazia parte da performance do desfile, o que fez com que os socorristas demorassem para atendê-lo. O evento e a marca envolvidas foram imensamente criticadas por terem dado continuidade ao evento; em 29 de abril de 2019, a marca Också se pronunciou, pedindo desculpas pelo ocorrido e afirmando que o incidente ocorreu de forma rápida. A mãe de Tales, portanto, considerou a atitude da marca correta para que não afetasse os demais modelos.

### Especulações e causa da morte
Inicialmente, especulou-se que a causa da morte estava associada ao veganismo, à anorexia à má alimentação ou uso de drogas. Essas informações, no entanto, foram refutadas pela equipe do evento e pelos familiares de Tales, afirmando que o modelo era saudável, fazia exercícios regulares e não apresentava sintomas de problemas de saúde.
Emitido em 28 de abril de 2019, o boletim de ocorrência considerou a morte de Tales como morte súbita sem causa aparente. De acordo com médicos que atenderam-no, acredita-se que a causa da morte seja de origem congênita. Contudo, devido ao desconhecimento da causa da morte, o médico legista responsável exigiu exames complementares para a elaboração de um laudo necroscópico.
Em 24 de maio de 2019, segundo laudo necroscópico divulgado pelo Instituto Médico Legal, foi revelado que Tales tinha uma cardiopatia não identificada, que evoluiu para um edema pulmonar. O documento, mais uma vez, refutou a tese de que Tales estava sob efeito de álcool ou quaisquer outros entorpecentes.

### Repercussão
A morte do modelo repercutiu nacional e internacionalmente, tendo sido veiculado pelo USA Today, CNN, Harper's Bazaar, People, Irish Times, ABC News, Daily Mirror, Clarín, The Guardian, The Sun, The Telegraph, Le Figaro, dentre outros.